# Simbolismo (psicanálise)
Na psicanálise, o simbolismo é o modo pelo qual os desejos, conflitos e tendências inconscientes adquirem representação indireta e figurada, tanto no indivíduo como na cultura (na linguagem, nos mitos, costumes etc.).
Sigmund Freud, o chamado Pai da Psicanálise individual e social, em seu livro, em parceria com Jung, seu discípulo, escreveu sobre o significado dos símbolos e dos sonhos. Para esses pesquisadores, símbolos cruzados, de letras ou armas cruzadas determinavam a vontade subconsciente do Duelo, para isso nomeavam partidos insipientes na época, como os Comunistas e os Nazistas, os primeiros com duas armas cruzadas no meio de um pentagrama de fogo e o segundo com dois "S" cruzados, como dois ganchos também um mesmo círculo, mostrando a interação das Ideologias totalitárias, que naturalmente refletiam tanto no indivíduo, pela Doutrina, como nas sociedades que esses partidos influenciavam, Ego, Super ego e ID